# Caledonia (plantage)

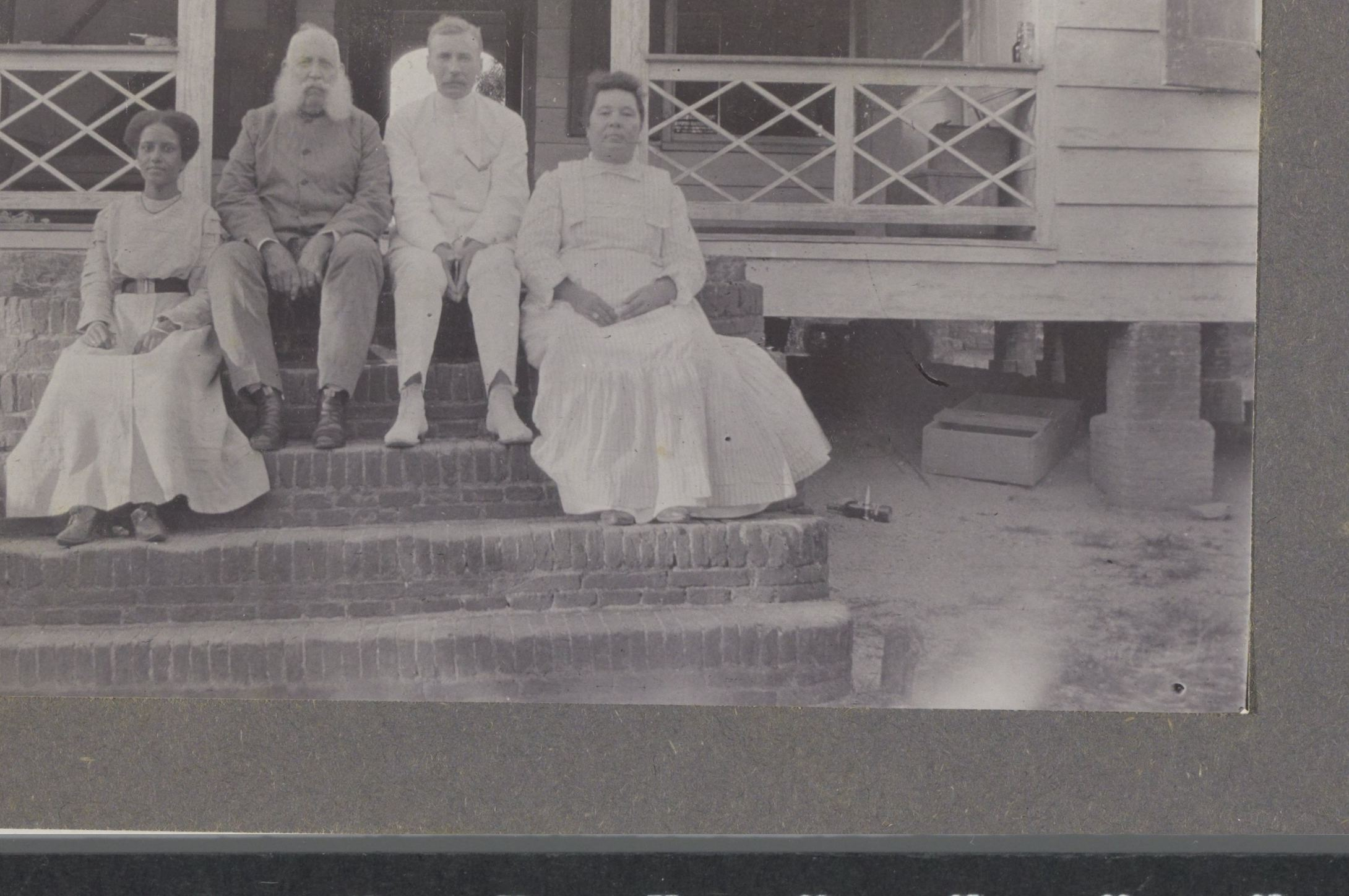
Plantage Caledonia: Andries Augustus Boom (met witte schoenen) en drie andere personen zittend op de trap van de planterswoning, ca. 1912 (Uit het fotoalbum over het leven van de familie Gonggrijp in Suriname). Fotograaf onbekend. Collectie Rijksmuseum.

Caledonia, ook wel Caledonië en Calledonia, is een voormalige koffieplantage langs de Saramacca in Suriname. De naam Caledonia is een romantische verwijzing naar Schotland. 
In 1819 was Caledonia om onduidelijke redenen een verlaten terrein. In 1828 was de koffieplantage eigendom van de erfgenamen van W.A. Carstairs, een planter uit Schotland. De familie Carstairs verbouwde op dat moment koffie en cacao op een grondgebied van 322 hectare (750 'akkers'). De plantage groeide uit tot 750 hectare in 1832.

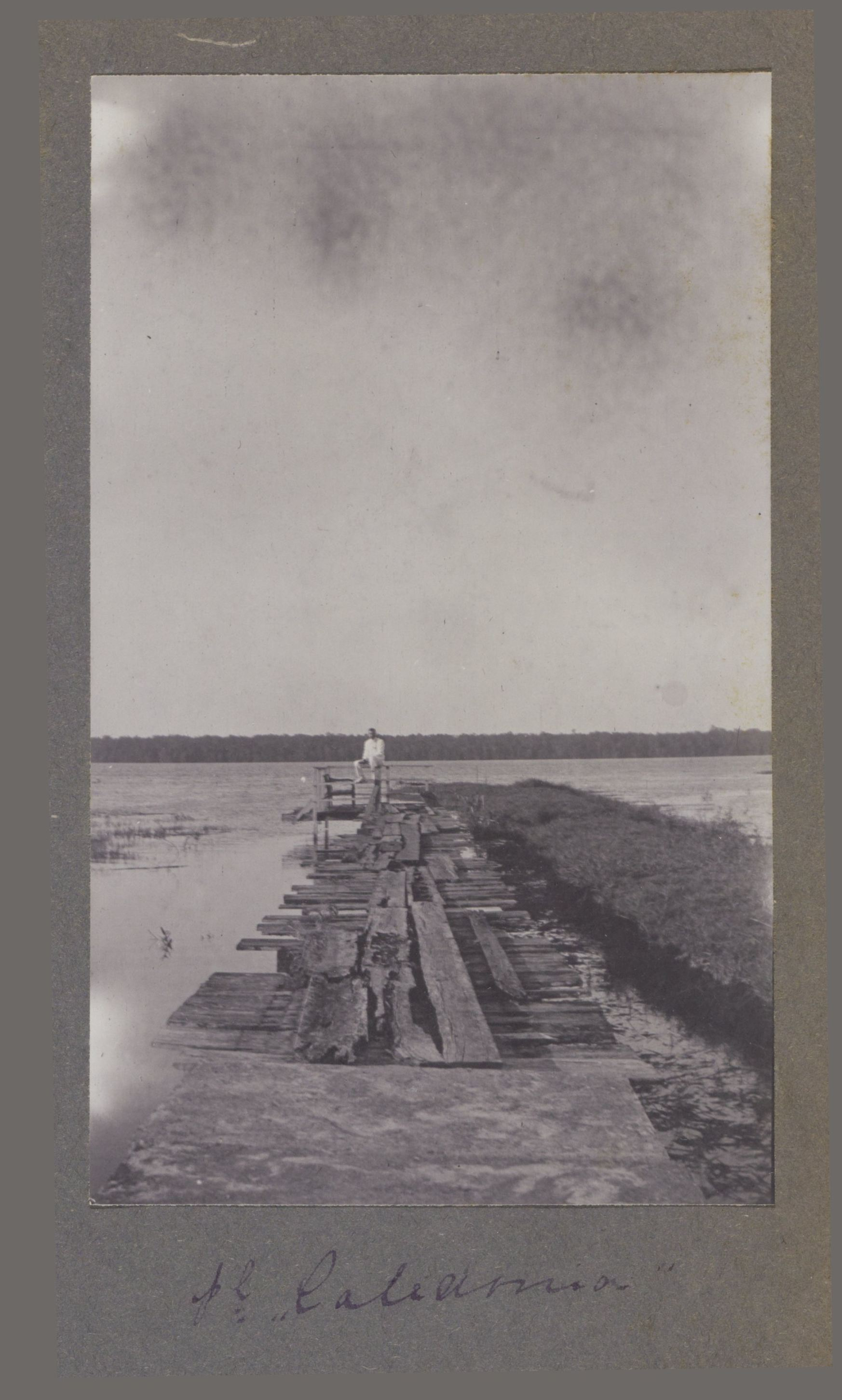
Steiger bij plantage Caledonia, ca. 1912

Caledonia is de Romeinse naam voor Schotland. De Carstairs waren katholiek en lieten al in de jaren veertig van de 19e eeuw missionarissen toe tot hun plantages, zodat veel slaafgemaakten katholiek gedoopt waren. De koloniale regering gedoogde dit.
Bij de emancipatie van de slaafgemaakten in 1863 was de koffieproductiegrond nog maar 430 hectare groot. De twintig vrijgemaakte slaven van Caledonia kregen op dat moment de volgende, Nederlandstalige familienamen toebedeeld: Aal, Agaat, Baan, Beuk, Billijk, Boksdoorn, Dijk, Flink, Fruit, Gast, Jaag, Kloos, Kunst, Laan, Lijst, Noop, Plaat, Plein, Reuspel, Rink, Ruit, Sijs, Snaar, Troon, Troost, Tulp, Voors, Wand, Wigt, Wijzer, Zelts en Zoom. De eigenaren F. Carstairs en J. Carstairs ontvingen bij hun vrijmaking van de staat 6.000 gulden tegemoetkoming.
A la bonne heure · Anna's Zorg · Akkerboom · Alliance · Alkmaar · Andresa · Auka · Andreesgift · Bantaskine · Barbados · Batavia · Beekenhorst · Belladrum · Bellevue · Belwaarde · Beninenburg · Berg en Dal · Bergen op Zoom · Berlijn (Commewijne) · Berlijn (Para) · Bethlehem · Boksweide · Boston · Botany Bay · Boxel · Bronswijk · Brouwerslust · Bruinendaal · Bucklebury · Buitenrust · Burnside · Cadrosspark · Caledonia · Campenburg · Cannewapibo · Catharina Sophia · Clevia  · Cliffort-Kokshoven · Clyde · Concordia · Concordia en een Kwart Lot · Courcabo · De Dageraad · De Goede Vriendschap · De Resolutie · De Vier Hendrikken · Diamond · Dijkveld · Domburg · Dordrecht · Eendragt · Elisabeth's Hoop · Ellen · L'Espérance (Nickerierivier) · L'Espérance (Surinamerivier) · Esthersrust · Fairfield · Fortuin · Flora · Florentia · Frederiksburg · Frederiksdorp · Frederikslust · Geertruidenberg · Geyersvlijt · Glensander · Gloria · Groot Chatillon · Groot Marseille · Guadeloupe · Hague · Hamburg · Hamilton · Hamptoncourt · Hannover · Hazard · Hebron · Hecht en Sterk · Hooyland · Hope · Houttuin · Huntly · Huwelijkszorg · Inverness · Jagtlust · Jodensavanne · Johan & Margaretha · Johanna Catharina · Johanna Maria · Johannesburg · John · Katwijk · Kent · Kerkshoven · Killenstein · Klein Bellevue · Kleinhoop · Krappahoek · Kroonenburg · Kwatta · La Jalousie · La Prosperité · La Rencontre · La Ressource (Saramacca) · La Ressource (Surinamerivier) · La Singularité · Laarwijk · Leasowes · Leliëndaal · Leonsberg · Livorno · Longmay · Lunenburg · Lust en Rust · Lustrijk · Maasstroom · Margarethenburg · Maria Petronella · Mariënbosch · Mariënburg · Margaretha's Gift · Mary's Hope · Meerzorg · Merveille · Moed en Kommer · Mon Bijou · Mon Souci · Mon Trésor · Monnikendam · Mopentibo · Morgenster · Moy · Nieuw Mocha · Nieuwzorg · Nieuwe Aanleg · De Nieuwe Grond · Nijd en Spijt · Novar · Nursery · Nut en Schadelijk · Onoribo · Onverwacht · Oranibo · Ornamibo · Overbrug · Overtoom 
· Oxford · Palestina · Paradise · Persévérance · Petersburg · Picardië · Peperpot · Pieterszorg · Plaisance · Poelwijk · Potosie · Purmerend · Reijnsdorp · Reijnsfort · Rijnberk · Roosenburg · Rorac · Rust en Werk · Rustenburg · Saltzhalen · Sans Souci · Saphir · Sarah · Sardam · Schaapstede · Schoonoord · Sinabo en Gelre · Sint Barbara · Sint Eustatius · Slootwijk · Sorgvliet · Spieringshoek · Standvastigheid · Suidwijn · Suzanna's Daal · Toevlugt (Surinamerivier) · Tout Lui Faut · Toledo · Totness · Tyronne · 't Vertrouwen · Victoria · Vierkinderen · Visserszorg · Voorburg · Voorzorg (Saramacca) · Vossenburg · Vredenburg · Vriendsbeleid en Ouderzorg · Vreeland · Waltonhall · Waldijk · Waterloo · Wederzorg · Welbedacht · Welgelegen (Commewijne) · Welgelegen (Coronie) · Welgevallen · Weltevreden · Wolffs Capoerica · Wolfenbüttel · 't Ylant · Zoelen · Zorg en Hoop (hout) · Zorg en Hoop (indigo) · Zorg en Hoop (katoen) · Zorg en Hoop (suiker)